# Enrique Aja
Pour les articles homonymes, voir Aja.
Aja  Cagigas est un nom espagnol. Le premier nom de famille, en général paternel, est Aja ; le second, en général maternel, souvent omis, est Cagigas.
Enrique Alberto Aja Cagigas (né le 23 mars 1960 à Pontones) est un coureur cycliste espagnol. Professionnel de 1983 à 1992, il a notamment remporté une étape du Tour d'Espagne 1987.

## Repères biographiques
Il commence le vélo à onze ans. Il court comme amateur dans l'équipe Covimasa. Puis il intègre l'équipe amateur de la formation Reynolds. En 1983, les dirigeants de son équipe lui proposent son premier contrat professionnel. Il y restera trois ans jusqu'au départ de Pedro Delgado chez PDM. Il opte pour l'équipe Teka, cantabrique comme lui et surtout, selon son opinion, la plus professionnelle et la plus compétitive d'Espagne. Il est le prototype même du gregario, bien qu'il n'apprécie pas le vocable, le trouvant par trop péjoratif. Lui, il préfère classer les coureurs en deux catégories : ceux qui peuvent gagner et ceux qui les aident à gagner (Aja se plaçant dans le second groupe).

## Palmarès

### Palmarès amateur
- 1980
  - 2e du Mémorial Manuel Galera
- 1981
  - Cinturón a Mallorca
- 1982
  - Bizkaiko Bira (es)
  - 3e du Cinturón a Mallorca

### Palmarès professionnel
| - 1983 - 3e étape du Tour de Cantabrie - 2e étape du Tour de La Rioja - 2e du Tour de Cantabrie - 3e du Tour de La Rioja - 1984 - 4e étape du Tour des vallées minières - 2e de la Prueba Villafranca de Ordizia - 1985 - Trophée Luis Puig - 2e du Tour de La Rioja - 1986 - 6e étape du Tour de Cantabrie - 1987 - 10e étape du Tour d'Espagne | - 1988 - 2e du Tour de Burgos - 2e de la Classique de Saint-Sébastien - 1989 - Tour de La Rioja - 1990 - Trofeo Masferrer - 2e de la Clásica a los Puertos - 2e de la Subida al Naranco - 3e du Tour de La Rioja - 7e de la Classique de Saint-Sébastien - 1991 - 3e du Mémorial Manuel Galera |  |

## Résultats sur les grands tours

### Tour de France
6 participations
- 1983 : 75e
- 1984 : 51e
- 1985 : 62e
- 1986 : 60e
- 1987 : 58e
- 1988 : 64e

### Tour d'Espagne
8 participations
- 1984 : 23e
- 1985 : non-partant (17e étape)
- 1986 : 20e
- 1987 : 19e, vainqueur de la 10e étape
- 1988 : abandon (17e étape)
- 1989 : 21e
- 1990 : 40e
- 1991 : 61e